# القبلة (مناخة)

تعديل مصدري - تعديل

القبلة هي إحدى قرى عزلة بني حسن وحسين بمديرية مناخة التابعة لمحافظة صنعاء، بلغ تعداد سكانها 77 نسمة حسب تعداد اليمن لعام 2004.